# 大瀬康一
大瀬 康一（おおせ こういち、1937年10月27日- ）は、日本の俳優、実業家。本名は、大瀬 一靉（おおせ かずなり）。芸名は、1958年2月 - 1959年7月に放送されたテレビドラマ『月光仮面』の原作者の川内康範から、「康」の字をもらったものである。
『月光仮面』の祝十郎 / 月光仮面として知られた。

## 略歴・人物
神奈川県横浜市磯子区岡村出身。「一靉（かずなり）」という名前は、材木商の父の縁で、徳富蘇峰の妻静子が付けてくれたが、父は南方戦線で戦死したため母の手で育てられた。滝頭小学校では美空ひばりと同級生で、大瀬は岡村中学校に進学し卒業した。
慶應義塾高等学校中退後。、俳優の龍崎一郎の紹介 で東映東京撮影所の大部屋俳優をしていたところ、『月光仮面』の主役に抜擢される。以降、宣弘社制作のヒーロー番組に続けて出演し、人気を博した。
『豹の眼』（1959年）の終了後、大映と契約して映画10数本に出演した。『隠密剣士』（1962年）は大映時代に宣弘社からの依頼を断りきれず出演したというが、こちらも大ヒットとなり代表作の1つに数えられている。1962年の時点では東京プロに所属していた。
1969年、企画会社「OT企画」を興し、経営者となる。成田三樹夫や長谷川待子らを擁し、芸能マネージメントやテレビ番組制作を手掛ける。
俳優とマネージメントを両立していたが、1972年2月の舞台出演を最後に俳優を引退した。
私生活では、1964年に女優の高千穂ひづると結婚。数十年にわたり、実業家として活動していた。高千穂とは1961年に武蔵野ゴルフクラブで出会った。宣弘社の小林利雄が高千穂の願いでゴルフに連れて行った際、大瀬を同行させたことで知り合い、同年10月10日、高千穂の誕生日パーティーに招待された際にプロポーズを行う。その時点では出会って半年足らずであったことから返事は貰えず交際を続け、1年後の10月10日に改めてプロポーズを行うが、この時も返事は貰えず、翌年の10月10日に三度目のプロポーズを行い婚約に至った。
荒川事件で知られる野球選手の荒川尭とは、子供の頃から家族ぐるみの付き合いだった。
2013年、『月光仮面を創った男たち』（平凡社新書）の著者である樋口尚文が監督した映画『インターミッション』に、映画館の観客役で40年ぶりの映画出演を果たした。
2022年には、月光仮面がテレビで活躍した当時の町並みが残る大分県豊後高田市「昭和の町」の観光大使に就任した。

## 『月光仮面』のエピソード
- ギャランティーは10分番組時代には1本7000円であったが、30分番組になってからは当時のサラリーマンの初任給である1万円強より少し良い程度に上がった[9]。大映時代はテレビより格段に待遇が良く、満足していたという[9]。
- コスチュームのうち、タイツ下に履くサポーターが面倒になり履かずに撮影したところ、下半身の形が明確に出てしまい、視聴者から指摘されたという[9]。

## 主な作品

### テレビ
- 月光仮面（1958年 - 1959年、KRテレビ） - 祝十郎 / 月光仮面 役[4]
- 遊星王子 第3話「消えたホームラン王」（1958年、日本テレビ） - 宮下選手 役
- タッちん君の冒険（1960年 - 1961年、日本テレビ）
- 豹の眼（1959年、KRテレビ） - 黒田杜夫（モリー） / 笹りんどう 役
- 隠密剣士（1962年 - 1965年、TBS） - 秋草新太郎 役
- バックナンバー333（1965年、朝日放送）
- 新吾十番勝負（1966年 - 1967年、TBS / 松竹テレビ室） - 松平頼安
- 鞍馬天狗（1967年 - 1968年、毎日放送） - 倉田典膳 / 鞍馬天狗 役
- 黒い編笠（1968年、朝日放送） - 橘右近 役
- 白頭巾参上（1969年 - 1970年、朝日放送） - 八代道伯 / 白頭巾 役
- 千葉周作 剣道まっしぐら（1970年 - 1971年、TBS）- 浅利又七郎
- 大岡越前 第3部 第3話「天下の果し合い」（1972年、TBS） - 尾張大納言宗春 役
- 怪談 第9回「新選組呪いの血しぶき」（1972年、MBS） - 中村半次郎

### 映画
- 弾痕街の友情（1960年）
- 男の銘柄（1961年）
- 若い仲間（1961年）
- 強くなる男（1961年）
- 投資令嬢（1961年）
- 背広姿の渡り鳥（1961年）
- 中山七里（1962年、大映）
- B.G物語 易入門（1962年）
- 仲よし音頭 日本一だよ（1962年）
- あした逢う人（1962年）
- 雪の降る街に（1962年）
- 長脇差忠臣蔵（1962年）
- 誘拐（1962年）
- 秦・始皇帝（1962年）
- 隠密剣士（1964年、東映）
- 続・隠密剣士（1964年、東映）
- 忍法破り 必殺（1964年）
- 冒険大活劇 黄金の盗賊（1966年）
- のれん一代 女侠（1966年）
- 新兵隊やくざ 火線（1972年）
- インターミッション（2013年）

### バラエティ
- 世界まる見え!テレビ特捜部（2012年4月9日、日本テレビ） - 特別ゲスト
- 昭和は輝いていた（2018年11月9日、BSフジ） - ゲスト出演
- クイズ脳ベルSHOW（2019年5月15日・16日、BSフジ） - ゲスト回答者
- あしたのSHOW（2019年11月5日、東京MX） - 司会

### 番組制作
- 千葉周作 剣道まっしぐら（1970年、TBS「ブラザー劇場」）